# MCM

Jelenlegi logo

Az MCM francia zenecsatorna, amely 1985 óta fogható Franciaországban. Műsora főként zenei műsorokból áll. Hivatalosan: 1989-ben indult. A Groupe M6 nevű francia televíziós holding tagja.

## Története

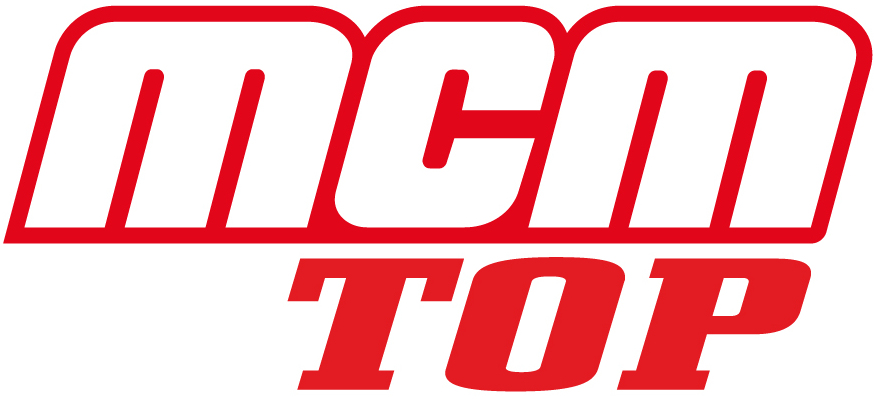
Az MCM Top logo-ja 2011-ben

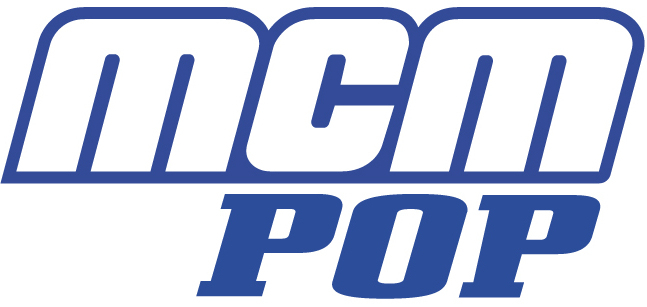
Az MCM Pop logo-ja 2011-ben

A csatorna kezdetben csekély számú háztartásba jutott el a TMC által, akik a francia kábeltelevíziós piacon fontos szerepet töltöttek be ebben az időben. A zenecsatorna MCM rövidítése a "Monte Carlo Music" szavakból ered. A kilencvenes évekbeli logói alatt a "Le Chaine Musicale" (A zenecsatorna) szöveg is olvasható volt.  Miután a csatorna 1993-ban a Canal + része lett, ezek után az MCM jelentősen terjedni kezdett mind műholdon, és kábeltelevíziós hálózatokon is megjelent. Többek között Magyarországon is fogható volt a 90-es években, még analóg sugárzásként.  A csatorna rövidítése a "Monte Carlo Music" névből "My Music Channel" névre keresztelte a csatorna rövidítését. 
A csatorna 1998-ban Afrikában is elindította zenecsatornáját, ahol főképpen R & B stílusú zenét sugároz. 
2001-ben elindult az MCM 2-es csatornája, mely 2003 novemberében MCM Pop néven folytatta tovább sugárzását, majd ezután MCM Top lett a neve. 
2002-től a csatorna külföldön [MCM Belgique] néven futott, majd 2004-ben a csatorna digitális földfelszíni iMCM csatornát átnevezték Europe 2 Tv-re, így 2005. március 31-től már ezen a néven sugároz tovább. Majd ismét változás következett így 2008-tól Virgin, majd 2010-től Star néven sugároz.
A csatorna 1998-tól úgy döntött, hogy elhagyja a logójában lévő labdát, így új logóval folytatta sugárzását. 2005-ben az MCM eldöntötte, hogy felhagy a 24 órás klipek sugárzásával, és egyéb műsorokkal színesíti adását. 
A csatorna 2009. július 1-jén ünnepelte 20. évfordulóját. 2009-ben az MCM Belgique sugárzása megszűnt. 
A csatorna 2010. szeptember 1-je óta 16:9-es formátumban sugározza műsorát.

## Foghatóság (MCM Top)

### Földi sugárzás
- Antenna Digital

### Műholdas vétel
Intelsat 907 műhold.

### Kábeles vétel
- Tarr Kft.
- PR-Telecom
- TKTV Szeged
- FiberNet Kommunikációs Zrt. (2011. január 1. óta már nem elérhető)